# Lago Budi
O Lago Budi (da palavra Mapudungun Füzi significando sal) localiza-se entre as comunas de Saavedra e de Teodoro Schmidt, na faixa litoral da Região da Araucanía, no sul do Chile.